# Нарбулатово
Нарбула́тово (рос. Нарбулатово) — селище у складі Гайського міського округу Оренбурзької області, Росія.

## Населення
Населення — 296 осіб (2010; 321 у 2002).
Національний склад (станом на 2002 рік):
- башкири — 87 %